# Pozzolo Formigaro
Pozzolo Formigaro är en ort och kommun i provinsen Alessandria i regionen Piemonte i Italien. Kommunen hade 4 669 invånare (2018).